# EPrix de Dariya 2021

L'ePrix de Dariya 2021 (2021 FIA Formula E Saudia Diriyah E-Prix), disputé les 27 et 28 février 2021 sur le circuit urbain de Dariya, sont les 70e et 71e manches de l'histoire de la Formule E. Il s'agit de la quatrième et de la cinquième édition de l'ePrix de Dariya comptant pour le championnat de Formule E et des deux premières manches du championnat du monde 2020-2021.

## Contexte
Après l'ePrix de Berlin, António Félix da Costa devient champion avec 71 points d'avance sur Stoffel Vandoorne et avec 72 points d'avance sur Jean-Éric Vergne. Au classement des écuries, DS Techeetah devient champion avec 77 points d'avance sur Nissan e.dams et 97 points d'avance sur Mercedes-Benz EQ Formula e Team.
En raison de la pandémie du Covid-19, l'ePrix de Santiago, initialement prévu pour le 16 et 17 janvier 2021, a été reporté au mois de juin. Ce qui fait que c’est l’ePrix de Dariya qui est placé à l’ouverture de la saison.
Cette nouvelle saison est la première qui est officiellement classée comme championnat du monde.

## Première manche
GP précédent GP suivant

### Essais libres

#### Première séance
| Pos. | Pilote          | Voiture                          | Chrono         | Écart     |
| ---- | --------------- | -------------------------------- | -------------- | --------- |
| 1    | Nyck de Vries   | Mercedes EQ Formula E Team       | 1 min 08 s 693 |           |
| 2    | André Lotterer  | TAG Heuer Porsche Formula E Team | 1 min 09 s 281 | + 0 s 588 |
| 3    | Lucas di Grassi | Audi Sport ABT Schaeffler        | 1 min 09 s 327 | + 0 s 634 |
| 4    | Edoardo Mortara | ROKiT Venturi Racing             | 1 min 09 s 392 | + 0 s 699 |
| 5    | Oliver Rowland  | Nissan e.dams                    | 1 min 09 s 419 | + 0 s 726 |
| 6    | Alex Lynn       | Mahindra Racing                  | 1 min 09 s 489 | + 0 s 796 |

#### Deuxième séance
| Pos. | Pilote              | Voiture                          | Chrono         | Écart     |
| ---- | ------------------- | -------------------------------- | -------------- | --------- |
| 1    | Nyck de Vries       | Mercedes EQ Formula E Team       | 1 min 08 s 583 |           |
| 2    | Stoffel Vandoorne   | Mercedes EQ Formula E Team       | 1 min 08 s 760 | + 0 s 177 |
| 3    | Edoardo Mortara     | ROKiT Venturi Racing             | 1 min 08 s 836 | + 0 s 253 |
| 4    | Oliver Rowland      | Nissan e.dams                    | 1 min 08 s 887 | + 0 s 304 |
| 5    | André Lotterer      | TAG Heuer Porsche Formula E Team | 1 min 08 s 955 | + 0 s 372 |
| 6    | Sérgio Sette Câmara | Dragon / Penske Autposort        | 1 min 09 s 121 | + 0 s 538 |

### Qualifications
| Pos. | Pilote                 | Écurie                    | Groupe de qualification | Super pole     | Grille |
| ---- | ---------------------- | ------------------------- | ----------------------- | -------------- | ------ |
| 1    | Nyck de Vries          | Mercedes                  | 1 min 08 s 786          | 1 min 08 s 157 | 1      |
| 2    | Pascal Wehrlein        | Porsche                   | 1 min 08 s 885          | 1 min 08 s 821 | 2      |
| 3    | René Rast              | Audi                      | 1 min 08 s 959          | 1 min 08 s 869 | 3      |
| 4    | Edoardo Mortara        | ROKiT Venturi-Mercedes    | 1 min 08 s 798          | 1 min 09 s 317 | 4      |
| 5    | Alex Lynn              | Mahindra                  | 1 min 09 s 133          | 1 min 09 s 345 | 5      |
| 6    | Mitch Evans            | Jaguar                    | 1 min 09 s 152          | 1 min 09 s 706 | 6      |
| 7    | André Lotterer         | Porsche                   | 1 min 09 s 157          |                | 7      |
| 8    | Sam Bird               | Jaguar                    | 1 min 09 s 265          |                | 8      |
| 9    | Maximilian Gunther     | BMW i Andretti Motorsport | 1 min 09 s 277          |                | 9      |
| 10   | Oliver Rowland         | Nissan eDams              | 1 min 09 s 362          |                | 10     |
| 11   | Alexander Sims         | Mahindra                  | 1 min 09 s 559          |                | 11     |
| 12   | Norman Nato            | ROKiT Venturi-Mercedes    | 1 min 09 s 628          |                | 12     |
| 13   | Oliver Turvey          | NIO 333                   | 1 min 09 s 631          |                | 13     |
| 14   | Jake Dennis            | BMW i Andretti Motorsport | 1 min 09 s 723          |                | 14     |
| 15   | Stoffel Vandoorne      | Mercedes                  | 1 min 10 s 128          |                | 15     |
| 16   | Lucas di Grassi        | Audi                      | 1 min 10 s 474          |                | 16     |
| 17   | Sébastien Buemi        | Nissan eDams              | 1 min 10 s 594          |                | 17     |
| 18   | Antonio Félix da Costa | DS Techeetah              | 1 min 10 s 735          |                | 18     |
| 19   | Jean-Éric Vergne       | DS Techeetah              | 1 min 10 s 804          |                | 19     |
| 20   | Sérgio Sette Câmara    | Dragon-Penske             | 1 min 21 s 445          |                | 20     |
| 21   | Nick Cassidy           | Virgin-Audi               | 1 min 22 s 020          |                | 21     |
| 22   | Tom Blomqvist          | NIO 333                   | 1 min 23 s 165          |                | 22     |
| 23   | Nico Muller            | Dragon-Penske             | 1 min 24 s 955          |                | 23     |
| 24   | Robin Frijns           | Virgin-Audi               | Pas de Temps            |                | 24     |

### Course

#### Classement
| Pos. | no | Pilote                 | Écurie                    | Tours | Temps/Abandon                               | Grille | Points |
| ---- | -- | ---------------------- | ------------------------- | ----- | ------------------------------------------- | ------ | ------ |
| 1    | 17 | Nyck de Vries          | Mercedes                  | 32    | 46 min 44 s 765                             | 1      | 29     |
| 2    | 48 | Edoardo Mortara        | ROKiT Venturi-Mercedes    | 32    | + 4 s 119                                   | 4      | 18     |
| 3    | 20 | Mitch Evans            | Jaguar                    | 32    | + 4 s 619                                   | 6      | 15     |
| 4    | 33 | René Rast              | Audi                      | 32    | + 4 s 852                                   | 3      | 13     |
| 5    | 99 | Pascal Wehrlein        | Porsche                   | 32    | + 7 s 962                                   | 2      | 10     |
| 6    | 22 | Oliver Rowland         | Nissan eDams              | 32    | + 9 s 318                                   | 10     | 8      |
| 7    | 29 | Alexander Sims         | Mahindra                  | 32    | + 9 s 686                                   | 11     | 6      |
| 8    | 5  | Stoffel Vandoorne      | Mercedes                  | 32    | + 9 s 973                                   | 15     | 4      |
| 9    | 11 | Lucas di Grassi        | Audi                      | 32    | + 11 s 089                                  | 16     | 2      |
| 10   | 8  | Oliver Turvey          | NIO 333                   | 32    | + 15 s 518                                  | 13     | 1      |
| 11   | 13 | Antonio Félix da Costa | DS Techeetah              | 32    | + 16 s 225                                  | 18     |        |
| 12   | 27 | Jake Dennis            | BMW i Andretti Motorsport | 32    | + 17 s 025                                  | 14     |        |
| 13   | 23 | Sébastien Buemi        | Nissan eDams              | 32    | + 17 s 273                                  | 17     |        |
| 14   | 71 | Norman Nato            | ROKiT Venturi-Mercedes    | 32    | + 17 s 312                                  | 12     |        |
| 15   | 25 | Jean-Éric Vergne       | DS Techeetah              | 32    | + 18 s 402                                  | 19     |        |
| 16   | 36 | André Lotterer         | Porsche                   | 32    | + 18 s 417                                  | 7      |        |
| 17   | 4  | Robin Frijns           | Virgin-Audi               | 32    | + 18 s 822                                  | 24     |        |
| 18   | 88 | Tom Blomqvist          | NIO 333                   | 32    | + 19 s 072                                  | 22     |        |
| 19   | 37 | Nick Cassidy           | Virgin-Audi               | 32    | + 19 s 951                                  | 21     |        |
| 20   | 7  | Sérgio Sette Câmara    | Dragon-Penske             | 32    | + 20 s 174                                  | 20     |        |
| 21   | 6  | Nico Muller            | Dragon-Penske             | 32    | + 20 s 586                                  | 23     |        |
| Abd. | 28 | Maximilian Gunther     | BMW i Andretti Motorsport | 23    | Accident                                    | 9      |        |
| Abd. | 10 | Sam Bird               | Jaguar                    | 22    | Dégâts à la suite d'un accrochage avec Lynn | 8      |        |
| Abd. | 94 | Alex Lynn              | Mahindra                  | 16    | Accrochage avec Bird                        | 5      |        |

- António Félix da Costa, Stoffel Vandoorne, Lucas di Grassi, Nyck de Vries et Jake Dennis ont été désignés par un vote en ligne pour obtenir le fanboost, qui leur permet de bénéficier de 25 kW supplémentaires pendant cinq secondes lors de la deuxième moitié de la course.

#### Pole position et record du tour
La pole position et le meilleur tour en course rapportent respectivement 3 points et 1 point.
- Pole position :  Nyck de Vries (Mercedes EQ Formula E Team) en 1 min 08 s 157.
- Meilleur tour en course :  Stoffel Vandoorne (Mercedes EQ Formula E Team) en 1 min 09 s 583 au 30e tour.

#### Tours en tête
- Nyck de Vries (Mercedes EQ Formula E Team) : 32 tours (1-32)

## Deuxième manche
GP précédent GP suivant

### Essais libres
| Pos. | Pilote                 | Voiture                | Chrono         | Écart     |
| ---- | ---------------------- | ---------------------- | -------------- | --------- |
| 1    | Robin Frijns           | Virgin-Audi            | 1 min 07 s 294 |           |
| 2    | Nyck de Vries          | Mercedes               | 1 min 07 s 440 | + 0 s 146 |
| 3    | Nick Cassidy           | Virgin-Audi            | 1 min 07 s 449 | + 0 s 155 |
| 4    | Oliver Rowland         | Nissan eDams           | 1 min 07 s 452 | + 0 s 158 |
| 5    | Antonio Félix da Costa | DS Techeetah           | 1 min 07 s 512 | + 0 s 218 |
| 6    | Edoardo Mortara        | ROKiT Venturi-Mercedes | 1 min 07 s 548 | + 0 s 254 |

### Qualifications
| Pos. | Pilote                 | Écurie                    | Groupe de qualification | Super pole     | Grille |
| ---- | ---------------------- | ------------------------- | ----------------------- | -------------- | ------ |
| 1    | Robin Frijns           | Virgin-Audi               | 1 min 07 s 810          | 1 min 07 s 889 | 1      |
| 2    | Sérgio Sette Câmara    | Dragon-Penske             | 1 min 08 s 333          | 1 min 08 s 178 | 2      |
| 3    | Sam Bird               | Jaguar                    | 1 min 08 s 384          | 1 min 08 s 405 | 3      |
| 4    | Oliver Turvey          | NIO 333                   | 1 min 08 s 424          | 1 min 08 s 439 | 4      |
| 5    | Tom Blomqvist          | NIO 333                   | 1 min 08 s 367          | 1 min 08 s 732 | 5      |
| 6    | Nico Muller            | Dragon-Penske             | 1 min 08 s 432          | 1 min 09 s 060 | 6      |
| 7    | Jean-Éric Vergne       | DS Techeetah              | 1 min 08 s 471          |                | 7      |
| 8    | Sébastien Buemi        | Nissan eDams              | 1 min 08 s 544          |                | 8      |
| 9    | Alex Lynn              | Mahindra                  | 1 min 08 s 632          |                | 9      |
| 10   | Antonio Félix da Costa | DS Techeetah              | 1 min 08 s 649          |                | 10     |
| 11   | Nick Cassidy           | Virgin-Audi               | 1 min 08 s 733          |                | 11     |
| 12   | Maximilian Gunther     | BMW i Andretti Motorsport | 1 min 08 s 797          |                | 12     |
| 13   | Oliver Rowland         | Nissan eDams              | 1 min 08 s 798          |                | 13     |
| 14   | Alexander Sims         | Mahindra                  | 1 min 08 s 876          |                | 14     |
| 15   | Lucas di Grassi        | Audi                      | 1 min 08 s 970          |                | 15     |
| 16   | Pascal Wehrlein        | Porsche                   | 1 min 09 s 601          |                | 16     |
| 17   | Jake Dennis            | BMW i Andretti Motorsport | 1 min 11 s 194          |                | 17     |
| 18   | Mitch Evans            | Jaguar                    | 1 min 13 s 868          |                | 18     |
| 19   | René Rast              | Audi                      | 1 min 13 s 954          |                | 19     |
| 20   | Nyck de Vries          | Mercedes                  | Pas de Temps            |                | 20     |
| 21   | Edoardo Mortara        | ROKiT Venturi-Mercedes    | Pas de Temps            |                | 21     |
| 22   | Stoffel Vandoorne      | Mercedes                  | Pas de Temps            |                | 22     |
| 23   | Norman Nato            | ROKiT Venturi-Mercedes    | Pas de Temps            |                | 23     |
| 24   | André Lotterer         | Porsche                   | Pas de Temps            |                | 24     |

### Course

#### Classement
| Pos. | no | Pilote                 | Écurie                    | Tours | Temps/Abandon         | Grille | Points |
| ---- | -- | ---------------------- | ------------------------- | ----- | --------------------- | ------ | ------ |
| 1    | 10 | Sam Bird               | Jaguar                    | 29    | 39 min 50 s 836       | 3      | 25     |
| 2    | 4  | Robin Frijns           | Virgin-Audi               | 29    | + 2 s 194             | 1      | 22     |
| 3    | 13 | Antonio Félix da Costa | DS Techeetah              | 29    | + 6 s 900             | 10     | 15     |
| 4    | 7  | Sérgio Sette Câmara    | Dragon-Penske             | 29    | + 12 s 817            | 2      | 12     |
| 5    | 6  | Nico Muller            | Dragon-Penske             | 29    | + 13 s 924            | 6      | 10     |
| 6    | 8  | Oliver Turvey          | NIO 333                   | 29    | + 15 s 523            | 4      | 8      |
| 7    | 22 | Oliver Rowland         | Nissan eDams              | 29    | + 16 s 389            | 13     | 6      |
| 8    | 11 | Lucas di Grassi        | Audi                      | 29    | + 20 s 612            | 15     | 4      |
| 9    | 17 | Nyck de Vries          | Mercedes                  | 29    | + 22 s 482            | 20     | 3      |
| 10   | 99 | Pascal Wehrlein        | Porsche                   | 29    | + 25 s 395            | 16     | 1      |
| 11   | 36 | André Lotterer         | Porsche                   | 29    | + 27 s 257            | 24     |        |
| 12   | 25 | Jean-Éric Vergne       | DS Techeetah              | 29    | + 28 s 846            | 7      |        |
| 13   | 5  | Stoffel Vandoorne      | Mercedes                  | 29    | + 29 s 112            | 22     |        |
| 14   | 37 | Nick Cassidy           | Virgin-Audi               | 29    | + 33 s 079            | 11     |        |
| 15   | 29 | Alexander Sims         | Mahindra                  | 29    | + 43 s 885            | 14     |        |
| 16   | 71 | Norman Nato            | ROKiT Venturi-Mercedes    | 29    | + 48 s 192            | 23     |        |
| 17   | 33 | René Rast              | Audi                      | 29    | + 1 min 06 s 254      | 19     |        |
| 18   | 88 | Tom Blomqvist          | NIO 333                   | 29    | + 1 min 09 s 508      | 5      |        |
| Abd. | 23 | Sébastien Buemi        | Nissan eDams              | 26    | Accident              | 8      |        |
| Abd. | 28 | Maximilian Gunther     | BMW i Andretti Motorsport | 26    | Accident              | 12     |        |
| Abd. | 20 | Mitch Evans            | Jaguar                    | 26    | Accrochage avec Lynn  | 18     |        |
| Abd. | 94 | Alex Lynn              | Mahindra                  | 26    | Accrochage avec Evans | 9      |        |
| Abd. | 27 | Jake Dennis            | BMW i Andretti Motorsport | 16    | Accident              | 17     |        |
| Np.  | 48 | Edoardo Mortara        | ROKiT Venturi-Mercedes    | 0     | Problème Tehcenique   | 21     |        |

- Sérgio Sette Câmara, António Félix da Costa, Stoffel Vandoorne, Lucas di Grassi et Nyck de Vries ont été désignés par un vote en ligne pour obtenir le fanboost, qui leur permet de bénéficier de 25 kW supplémentaires pendant cinq secondes lors de la deuxième moitié de la course.

#### Pole position et record du tour
La pole position et le meilleur tour en course rapportent respectivement 3 points et 1 point.
- Pole position :  Robin Frijns (Envision Virgin Racing) en 1 min 07 s 889.
- Meilleur tour en course :  Robin Frijns (Envision Virgin Racing) en 1 min 09 s 902 au 14e tour.

#### Tours en tête
- Robin Frijns (Envision Virgin Racing) : 18 tours (1-10 ; 13-17 ; 20-21 ; 23)
- Sam Bird (Jaguar Racing) : 11 tours (11-12 ; 18-19 ; 22 ; 24-29)

## Classements généraux à l'issue de l'ePrix de Dariya
| Pos. | Pilote                 | Points |
| ---- | ---------------------- | ------ |
| 1    | Nyck de Vries          | 32     |
| 2    | Sam Bird               | 25     |
| 3    | Robin Frijns           | 22     |
| 4    | Edoardo Mortara        | 18     |
| 5    | Antonio Félix da Costa | 15     |
| 6    | Mitch Evans            | 15     |
| 7    | Oliver Rowland         | 14     |
| 8    | René Rast              | 13     |
| 9    | Sérgio Sette Câmara    | 12     |
| 10   | Pascal Wehrlein        | 11     |
| 11   | Nico Muller            | 10     |
| 12   | Oliver Turvey          | 9      |
| 13   | Alexander Sims         | 6      |
| 14   | Lucas di Grassi        | 6      |
| 15   | Stoffel Vandoorne      | 4      |
| 16   | André Lotterer         | 0      |
| 17   | Jean-Éric Vergne       | 0      |
| 18   | Jake Dennis            | 0      |
| 19   | Sébastien Buemi        | 0      |
| 20   | Norman Nato            | 0      |
| 21   | Nick Cassidy           | 0      |
| 22   | Tom Blomqvist          | 0      |
| 23   | Maximilian Gunther     | 0      |
| 24   | Alex Lynn              | 0      |

| Pos. | Écurie                    | Points |
| ---- | ------------------------- | ------ |
| 1    | Jaguar                    | 40     |
| 2    | Mercedes                  | 36     |
| 3    | Virgin-Audi               | 22     |
| 4    | Dragon-Penske             | 22     |
| 5    | Audi                      | 19     |
| 6    | ROKiT Venturi-Mercedes    | 18     |
| 7    | DS Techeetah              | 15     |
| 8    | Nissan eDams              | 14     |
| 9    | Porsche                   | 11     |
| 10   | NIO 333                   | 9      |
| 11   | Mahindra                  | 6      |
| 12   | BMW i Andretti Motorsport | 0      |